# Dargah

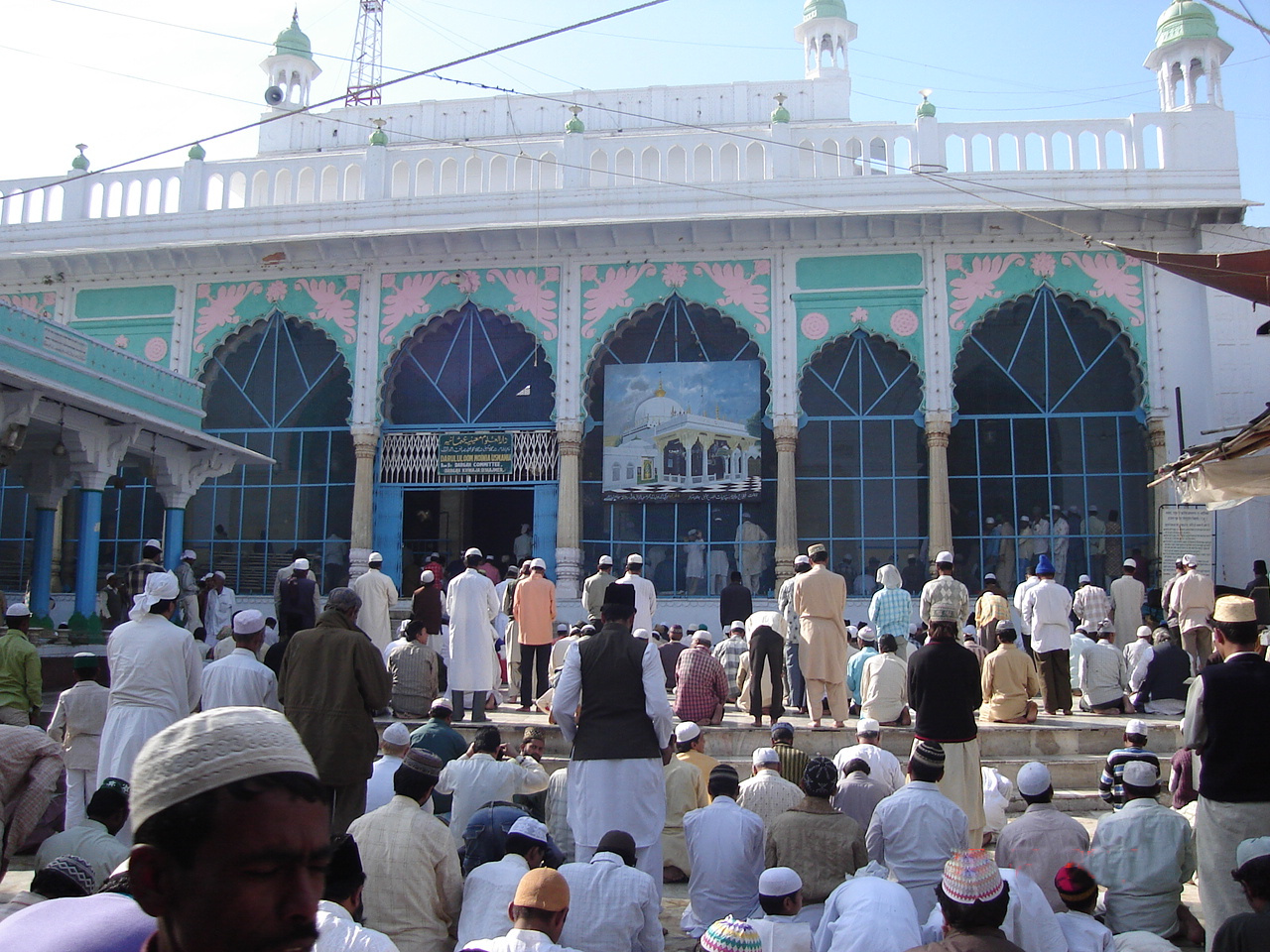
Darga Mu’in Ad-Dina Ćiśtiego, sufiego tarikatu Ćiśtijja, znajdujący się w Adźmerze

Darga (pers. درگاه dargâh lub درگه dargah) – świątynia grobu, miejsce pochówku nauczyciela religijnego lub przewodnika duchowego wraz z nadbudowaną świątynią. Odpowiednik świątyni samadhi (mahasamadhi) w hinduizmie i ohelu w tradycji chasydzkiej.

## Indie
- Duże dargi pełnią w Indiach rolę muzułmańskich sanktuariów. W skład takiego kompleksu wchodzić mogą:
  - naubat chana – „dom muzyki”
  - langar – kuchnia i jadłodalnia
  - chanaka – rodzaj hospicium[1].
- Dargi spotkać można w Indiach, również w rejonach o przewadze ludności hinduskiej. Dużym zainteresowaniem wyznawców cieszą się dargi np. w tak świętym dla śiwaizmu mieście, jak Varanasi.
- Bardzo popularna, szczególnie wśród zachodnich turystów odwiedzających Kaszmir, jest darga „Rosa Bel” w Srinagarze. Lokalne źródła podają, że jest to miejsce pochówku chrześcijanina.
- Najczęściej dargi tworzy się ku czci muzułmanina. Powstały jednak dargi sufich i guru, którzy nauczali tolerancji wyznaniowej oraz jedności religii. Przykładem takim może być świątynia grobu Dźangli Maharadźa w Punie.